# Чигил
Чигил (азерб.: Çigil adası) — острів у Каспійському морі поблизу південно-східного узбережжя Азербайджану. Є одним з островів Бакинського архіпелагу. Розташований на відстані 6,7 км на південний-схід від м. Бяндован. Площа 0,134 км², довжина 540 м, ширина 300 м. Витягнутий з південного заходу до північного сходу. Острів горбистий, максимальна висота 43 м.

## Походження та назва
Острів грязевулканічного походження, у північно-східній частині розташовано декілька грязевих вулканів, які постійно виливають на поверхню нові порції грязі. З цим пов'язана російська назва острова Обливной. Водночас є припущення, що оригінальна назва острова походить від назви тюркомовного племені